# Thorvaldsen (film)
Thorvaldsen è un film documentario danese del 1949, diretto da Carl Theodor Dreyer, dedicato all’opera dello scultore danese Bertel Thorvaldsen (1770-1844). Il documentario descrive le opere di Thorvaldsen conservate nel Museo Thorvaldsen e nella cattedrale di Nostra Signora a Copenaghen.